# ブラプラ
ブラプラ (BRAPLA) は、株式会社ParaLux（パララックス）が運営するウェディングサービスである。キャッチコピーは「ヒトとは違うウェディングを」。

## 概要
村田 里史によって創業された株式会社ParaLuxが運営する、ウェディング特化のプラットフォームサービス。村田自身の「オリジナル性のある結婚式を行いたいと思っても、必要な情報になかなかたどり着けなかった」という経験からサービスを案出。
結婚式を検討中のカップルが、ウェディングプランナー・フォトグラファー・フローリストなどの「ウェディングサプライヤー」を検索し、プロフィールや事例の詳細を確認しながら直接チャットで相談し、結婚式をプランニングできる。
ウェディングサプライヤーはフリーランス・事業者であり、サイトの対応エリアは日本全国。一部海外での事例も掲載されている。
結婚式準備を「式場探し」からではなく、サプライヤーなど「ヒト探し」から始めることで、よりカップルの希望が反映されやすく、かつ無駄なオプションのないコストパフォーマンスの高いオリジナルの結婚式やフォトウェディングが可能に。

## 特徴
メディアとして事業者を紹介するだけでなく、「プランニングボード」と呼ばれる、ウェディングに特化したCRM機能を提供している。
同機能を通して、結婚式やフォトウェディングまでのスケジュール管理、ゲスト管理、ウェディングイメージの共有、見積書や請求書の確認、グループチャットなどを全てオンライン上で行うことができる。
また美術館やキャンプサイト、電車の中など、個性的なウェディングロケーションが多数紹介されている点が特徴的なサービスである。
事業者掲載には審査があり、全ての職種において一定基準を満たす必要あり。

## 沿革
- 2020年
  - 8月 - ブラプラβ版リリース[7]。
  - 11月 - 「北九州e-PORT構想2.0新ビジネス創出支援補助金審査」に採択[8]。
  - 12月 - 「ブライダル産業フェア2020」出展[9]。

- 2021年
  - 5月 - ブラプラ正式版リリース[10]。
  - 8月 - 「北九州発！新商品創出事業」に認定[11]。
  - 9月 - ウェディングレポートが100件を突破[12]。
  - 11月 - 雑誌『GINGER』1月号に掲載[13]。

- 2022年
  - 2月 - 「今日の焦点・北九州」（FBS福岡放送・5ch）にて紹介[14]。
  - 5月 - イベント「カップルのためのオープンキャンパス」を開催[15]。
  - 7月 - 「西日本DX推進フェア2022」に出展[16]。
  - 7月 - ブラプラWEB招待状をリリース[17]。

## その他のウェディング関連サービス
- ゼクシィ（リクルート）
- ハナユメ（Aチームブライズ）
- wetuku（株式会社TIPLOG）
- シンデレラプラン（株式会社ウィザード）